# برایان چارلز هانام کیمینز
برایان چارلز هانام کیمینز (انگلیسی: Brian Kimmins؛ 30 July 1899 – ۱۵ نوامبر ۱۹۷۹ (۸۰ سال)) فرد نظامی اهل بریتانیا بود. وی همچنین برندهٔ جوایزی همچون نشان امپراتوری بریتانیا و نشان حمام شده‌است.